# Xylophaginae
Die Xylophaginae, auch als Holzfliegen im engeren Sinn bezeichnet, sind eine Unterfamilie in der Familie der Holzfliegen (Xylophagidae).

## Merkmale
Diese Fliegen sind in der Regel schlank und ähneln oberflächlich den Schlupfwespen, die allerdings zu den Hautflüglern gehören. Die Holzfliegen der Unterfamilie Xylophaginae haben einen relativ großen Kopf mit langen Fühlern.

## Lebensweise
In lichten Laubwäldern fliegen sie häufig an den Stämmen auf und ab, die biologische Rolle dieses Verhaltens ist allerdings bislang nicht bekannt (Balzverhalten?). Sie ernähren sich wahrscheinlich von Baumsäften, die sie an Baumwunden auflecken.
Die ebenfalls sehr schlanken Larven leben unter der Rinde von Laubbäumen oder im vermodernden Totholz und in Baumstümpfen. Sie sind Räuber und ernähren sich von verschiedenen Insektenlarven und Würmern. Die Überwinterung findet wahrscheinlich immer als Larve statt.

## Systematik
Weltweit sind aus dieser Gruppe 35 Arten bekannt, in Deutschland nur vier. In Europa ist eine Gattung mit fünf Arten vertreten.
- Xylophagus ater Meigen, 1804
- Xylophagus cinctus (De Geer, 1776)
- Xylophagus junki (Szilády, 1932)
- Xylophagus kowarzi (Pleske, 1925)
- Xylophagus matsumurae Miyatake, 1965

## Fossile Belege
Fossile Holzfliegen sind äußerst selten. Bislang sind lediglich drei Gattungen aus eozänem Baltischem Bernstein beschrieben worden. Hinzu kommen aus gleicher Lagerstätte weitere Gattungen, die den mitunter als eigenständige Familie geführten Rachiceridae zugerechnet werden. Über bislang nicht bestimmte Holzfliegen wird aus kreidezeitlichem Sibirischem Bernstein berichtet.